# Волынский, Аким Львович
Аки́м Льво́вич Волы́нский (литературный псевдоним, настоящие фамилия, имя, отчество — Хаи́м Ле́йбович Фле́ксер; 21 апреля [3 мая] 1861 или 1863, Житомир — 6 июля 1926, Ленинград) — литературный критик и искусствовед; балетовед.
Один из ранних идеологов русского модернизма, известного вначале под названием «декадентства», позже состоявшегося в школу импрессионизма и символизма.

## Биография
Из 6-го класса Житомирской гимназии перевёлся в 5-ю Санкт-Петербургскую гимназию, по окончании которой был зачислен на юридический факультет Санкт-Петербургского университета и сразу на стипендию, что для еврейского юноши было немыслимым успехом. После окончания университета ему предложили остаться на кафедре государственного права, но Волынский отказался: «Я хочу быть не профессором, а литератором». К этому времени он поменял фамилию «Флексер» на псевдоним «Волынский», которым подписал свою первую самостоятельную работу «Теолого-политическое учение Спинозы».
Сразу же по окончании университета (1889) Волынский принимает участие в журнале «Северный вестник», культивирующем первые ростки художественного модернизма. Здесь он помещает свою первую большую философскую статью «Критические и догматические элементы философии Канта» («Северный вестник», 1889, книги VI, IX—XII), которую рассматривает как «попытку пропаганды критического идеализма».
Этот критический идеализм вскоре стал лозунгом возродившегося к концу XIX века среди русской интеллигенции философского умонастроения. Мировоззренчески эта философия обосновывала идеи этического индивидуализма, которые должны были нанести удар «перевёрнутому вверх ногами Гегелю», то есть марксизму, а в своей общественно-политической программе декларировала идеи «буржуазной свободы» или их анархо-романтические разновидности (вплоть до прихода антихриста).
В искусстве этот метафизический индивидуализм порождает импрессионизм. Импрессионизм принимал мир только через ощущения художника, отрицая всякую реальность вне такого субъективного его восприятия. Исчезает народническая вера в «просветительное» искусство, в искусство-истину, искусство морально-демократических заданий. Идёт искусство, отворачивающееся от «вопросов суетной политики» и целиком окунувшееся в мистические глубины субъективных переживаний.
Искусствовед Аким Волынский позволил себе не согласиться с Репиным в вопросе оценки фигуры Разбойника на картине Ге. В статье «Репин и Ге» (1895) он писал, что фигура Разбойника лично у него вызвала при знакомстве с полотном «дрожь почти физического ужаса». Так искусствовед описывал своё впечатление от этого персонажа: «Голое, отёкшее тело, прикрученное глубоко врезывающимися в него верёвками к невысокому столбу, высоко и неловко закинутые за поперечную перекладину руки, несколько раздвинутые ноги, с обращёнными внутрь носками, выбритая голова с грубыми чертами истерзаннаго лица, повёрнутая каким-то неистовым напряжением в сторону умирающего Христа, безумно выкатившиеся глаза и широко разинутый рот, издающий дикий, нечеловеческий рёв». Аким Волынский писал, что внимание любого зрителя раздваивается между умирающим Христом и переживающим нравственное потрясение и перерождение Разбойником.
Волынский принял активное участие в дискуссии, которая развернулась в 1894 году вокруг картины «Распятие» Николая Ге, публичное экспонирование которой было запрещено на территории Российской империи лично Александром III. Волынский пригласил художника в редакцию «Северного вестника» 26 марта 1894 года и организовал диспут по поводу полотна. Задетый репликами журналистов, Ге ответил собеседникам тремя «необычайно убедительными и красноречивыми рассказами». В 1895 году Волынский вернулся к картине «Распятие» в статье «Репин и Ге». Он писал, что фигура Разбойника лично у него вызвала при знакомстве с полотном «дрожь почти физического ужаса». Аким Волынский утверждал, что внимание любого зрителя раздваивается между умирающим Христом и переживающим нравственное потрясение и перерождение Разбойником.
Статьи Волынского о «русских критиках», печатавшиеся в «Северном вестнике» в период 1890—1895 под общим названием «Литературные заметки» (и потом вышедшие отдельной книгой: «Русские критики», Литературные очерки, СПб., 1896), резко восстают против всякого позитивизма в искусстве и в системе художественной мысли. Волынский выступал против Н. А. Добролюбова за то, что он не знал «никаких широких увлечений с кипением всех чувств», против Н. Г. Чернышевского за «грубость и неискусность» его «материалистических положений», против «реалистического утилитаризма» Писарева и т. д. За «русских критиков» на Волынского в своё время жестоко обрушился Г. В. Плеханов, который в статье «Судьбы русской критики» (в сборнике «За двадцать лет», СПб., 1905; 2-е изд., СПб., 1906; 3-е изд., СПб., 1909; перепечатано в сборнике статей «Литература и критика», т. I, М., 1922 и в «Сочинениях», т. X, Гиз, М., 1924; первоначально в «Новом слове», 1897, VII) показал, что если кажется, что Волынский полностью преодолел те философские грехи, которые накопились за русской общественной мыслью, то в действительности имеет место нечто совершенно иное.
«На самом же деле его взгляды являются возведением этих самых грехов в квадрат, если не в четвёртую степень. Его теоретическая философия сводится к совершенно бессодержательным фразам; его практическая философия есть не более, как чрезвычайно плохая пародия на нашу „субъективную социологию“». Плеханов едко высмеял и стиль Волынского.

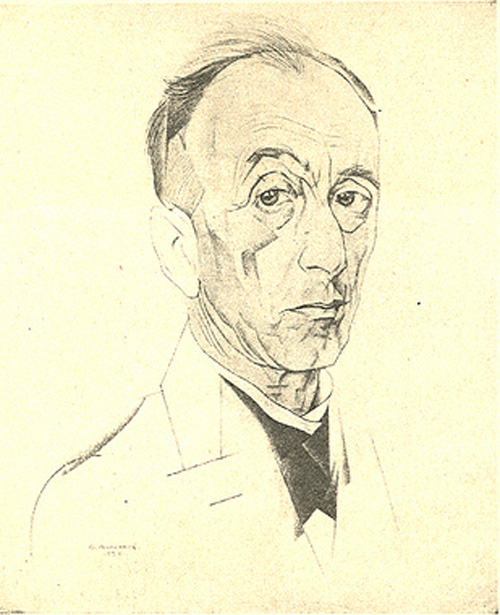
Ю. П. Анненков. Портрет А. Л. Волынского

Волынский определяет, например, А. С. Пушкина с таким импрессионистским пафосом: «Светлый гений Пушкина широк и грустен, как русская природа. Раздолье без конца, простор, необъемлемый глазом, бесконечные леса, по которым пробегает таинственный шум, и во всём этом какое-то мленье невыразимой тоски и печали, — таков гений русской жизни, такова русская душа» и т. д. Или о Н. В. Гоголе: «Повсюду чувствуется стремление оторваться от земной жизни, не оставляющей в душе ничего кроме отчаяния, страстный порыв к небу с широко раскрытыми от ужаса глазами, ищущими пристанища и спасения для измученного сердца».
Социально-философский импрессионизм влечёт Волынского то к культу Леонардо да Винчи, которому он посвящает большой и восторженный труд («Леонардо да Винчи», издание Маркса, СПб., 1900; 2-е изд., Киев, 1909; первоначально в «Северном вестнике», 1897—1898), то к какому-то мистически надрывному увлечению Ф. М. Достоевским («Книга великого гнева», СПб., 1904; «Царство Карамазовых», СПб., 1901; «Ф. М. Достоевский», СПб., 1906; 2-е изд., СПб., 1909), то к схоластически-теософской проповеди «иудаизма» в журнале «Новый путь».
Широко образованный искусствовед, Волынский много внимания уделял театру, в начале 1900-х годов увлёкся балетом. В 1925 он выпустил капитальный труд — «Книга ликований» (Азбука классического танца, Ленинград, издание Хореографического техникума) — посвящённый обоснованию и защите классического балета.
Возглавлял Ленинградский хореографический техникум. Печатал ряд статей по вопросам искусства (преимущественно танца) в ленинградском журнале «Жизнь искусства». Был председателем правления ленинградского отделения Союза писателей (1920—1924), председательствовал в коллегии «Всемирной литературы». Но своим «этическим» и «эстетическим» теориям он оставался верен до конца своей жизни, даже в условиях кардинально изменившейся социальной обстановки.
В своих последних работах Волынский ставит во главу угла идею синтеза религий, превращения их всех в некую будущую возвышенную религию, религию света, религию солнца, религию гиперборейскую, о которой он мечтал много лет. Отстаивая перспективность экуменизма, Волынский полагал, что еврейство и христианство сольются в будущую общую религию и открыто провозглашал свои ожидания (параллель с Верой Бахаи).
Умер в 1926 году. Похоронен на Литераторских мостках (видео с места захоронения).

## Семья
Незадолго до революции стал мужем тогда ещё юной, будущей прославленной балерины Ольги Спесивцевой, оказав на неё большое творческое влияние; брак, по всей видимости, был не оформленным, гражданским. После революционного переворота Ольга Спесивцева рассталась с ним и стала женой работника Петросовета Б. Г. Каплуна.

## Адреса вСанкт-Петербурге
- 1890-е — Гостиница «Пале-Рояль» — Пушкинская улица, 20[9]
- 1900-е — Доходный дом В. А. Нерослова — Саперный переулок, 9[10]
- 1920—1922 — ДИСК — Проспект 25-го Октября, 15.

## Список произведений

### Сборники статей
- Русские критики (1896)
- Борьба за идеализм (1900)

### Монографии по литературоведению, искусствоведению и религиоведению
- Леонардо да Винчи (1900)
- Ф. М. Достоевский (1906)
- Книга ликований. Азбука классического танца. — Ленинград: Хореографический техникум, (1925).
- Четыре Евангелия
- Гиперборейский гимн
- Рембрандт
- Лесков

#### Переиздания
- Волынский А. Л. Рембрандт / вступ. ст., сост., подг. текста и комм. В. А. Котельникова; Институт русской литературы (Пушкинский Дом). — СПб.: Нестор-История, 2023. — 783 с. — (Архив российской словесности). — 1000 экз. — ISBN 978-5-4469-2086-0.

## В искусстве

### В литературе
Аким Волынский трижды упоминается в романе «Дар» В. Набокова. Его работа «Русские критики» (1896, 1908) во многом является источником 4-й главы этого романа, посвященной жизнеописанию Чернышевского.
Согласно комментаторам (Т. Никольская и В. Эрль), Волынский закодирован как «покойный критик-импрессионист» в «Бамбочаде» К. Вагинова.
Упоминается в книге П. Д. Успенского «В поисках чудесного»

### Киновоплощение
Образ А. Волынского в исполнении Михаила Козакова представлен в фильме «Мания Жизели» (1995, реж. А. Учитель).

## Библиография

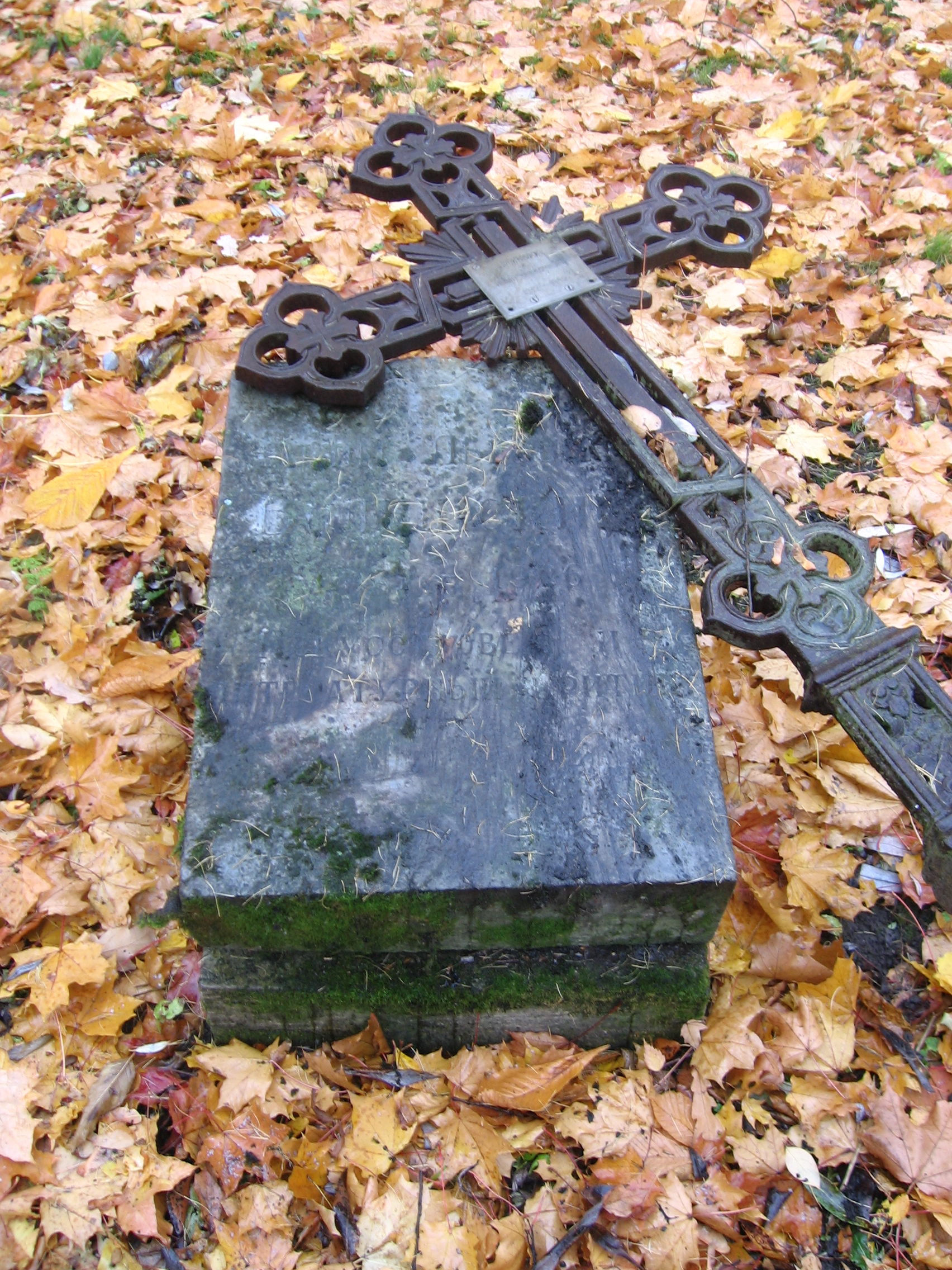
Могила Волынского на Литераторских мостках (2013 г.) в плачевном состоянии